# 手取中島站
手取中島站（日语：／ Tedori-nakajima eki */?）是位於石川縣白山市中島町，北陸鐵道金名線的鐵路車站（廢站）。

## 概要
此站是無人車站，設有1面1線的單式月台。站內設有木製小型候車室。在1984年，一日平均上下車人次10人。
此站不是在金名鐵道的時代開設，而是在合併為北陸鐵道合併後才開。車站鄰接手取川鐵橋，在對面岸位置設有廣瀨站，兩站間距0.3公里，成為金名線中最短站距。

## 歷史
- 1951年（昭和26年）7月20日：車站啟用[2]。
- 1984年（昭和59年）12月12日：由於手取川橋樑（日语：金名橋）處於一個危險狀態。當天起加賀一之宮至白山下之間的金名線全線暫停營業，此站也暫停營業。
- 1987年（昭和62年）4月29日：金名線在沒有重開情況下全線廢除，此站也被廢除[2]。

## 相鄰車站
北陸鐵道
金名線
加賀一之宮－手取中島－廣瀨

## 注腳
1. ↑  RM LIBRARY 231 北陸鉄道金名線（寺田裕一，著：Neko出版　2018年11月1日初版）p.34 - 35
2. 1 2  今尾惠介. . 日本: 新潮社. 2008年10月18日: 29. ISBN 9784107900241.

## 相關項目
- 日本鐵路車站列表 Te